# 2009-es Teen Choice Awards
A 2009-es Teen Choice Awards-ot, 2009. augusztus 9-én, vasárnap tartották, a Fox televízió, másnap, augusztus 10-én, hétfő adta le. A díjkiosztó házigazdája: Jonas Brothers volt. Az est folyamán pedig Jonas (televíziós sorozat)|Jonas Brothers, Sean Kingston, Miley Cyrus és a Black Eyed Peas lépett fel.

## Mozi

### Choice Movie Actor: Drama
Alkonyat – Robert Pattinson
- Ausztrália – Hugh Jackman
- Bunyó – Channing Tatum
- Gettómilliomos – Dev Patel
- Benjamin Button különös élete – Brad Pitt

### Choice Movie Actor: Comedy
Megint 17 – Zac Efron
- Az elveszettek földje – Will Ferrell
- Ananász expressz, A szerv – Seth Rogen
- Trópusi vihar, Éjszaka a múzeumban 2. – Ben Stiller
- Az igenember – Jim Carrey

### Choice Movie Actor: Action Adventure
X-Men kezdetek: Farkas – Hugh Jackman
- Sasszem – Shia LaBeouf
- Halálos iram – Paul Walker
- A Boszorkány-hegy – Dwayne Johnson
- Terminátor: Megváltás – Christian Bale

### Choice Movie Actress: Drama
Alkonyat – Kristen Stewart
- Ausztrália – Nicole Kidman
- Elcserélt életek – Angelina Jolie
- Őrült szenvedély – Beyoncé Knowles
- Gettómilliomos – Freida Pinto

### Choice Movie Actress: Comedy
A csajok háborúja – Anne Hathaway
- A csajok háborúja – Kate Hudson
- Egy boltkóros naplója – Isla Fisher
- Marley meg én, Nem kellesz eléggé – Jennifer Aniston
- Éjszaka a múzeumban 2. – Amy Adams

### Choice Movie Actress: Action Adventure
Halálos iram – Jordana Brewster
- Max Payne – Egyszemélyes háború – Mila Kunis
- Star Trek – Zoe Saldana
- Terminátor: Megváltás – Bryce Dallas Howard
- Watchmen: Az őrzők – Malin Akerman

### Choice Music Album: Soundtrack
Alkonyat
- Gossip Girl – A pletykafészek
- Hannah Montana – A film
- High School Musical 3. – Végzősök
- Jonas Brothers: A 3D koncertélmény!

### Choice Movie: Music/Dance
High School Musical 3. – Végzősök
- Hannah Montana – A film
- Jonas Brothers: A 3D koncertélmény!
- Dalok ismerkedéshez
- Steppin: The Movie

### Choice Movie Actress: Music/Dance
Hannah Montana – A film – Miley Cyrus
- High School Musical 3. – Végzősök – Vanessa Hudgens
- High School Musical 3. – Végzősök – Ashley Tisdale
- Love N' Dancing – Amy Smart
- Dalok ismerkedéshez – Kat Dennings

### Choice Movie Actor: Music/Dance
High School Musical 3. – Végzősök – Zac Efron
- Hannah Montana – A film – Jason Earles
- Hannah Montana – A film –Lucas Till
- High School Musical 3. – Végzősök – Corbin Bleu
- Dalok ismerkedéshez – Michael Cera

### Choice Summer Movie Star: Female
Transformers: A bukottak bosszúja – Megan Fox
- The Secret Life of the American Teenager – Shailene Woodley
- Ufók a padláson – Ashley Tisdale
- Lehetek az eseted? – Hayden Panettiere
- My Sister's Keeper – Cameron Diaz
- Nász-ajánlat – Sandra Bullock
- A csúf igazság – Katherine Heigl

### Choice Movie Rockstar Moment
Megint 17 – Zac Efron
- A csajok háborúja – Anne Hathaway
- Spancserek – Paul Rudd, Jason Segel
- Másnaposok – Mike Tyson, Bradley Cooper, Ed Helms, Zach Galifianakis
- Az igenember – Jim Carrey

### Choice Summer Movie: Drama
My Sister's Keeper
- Angyalok és démonok
- Az árva
- Közellenségek
- Hajsza a föld alatt

### Choice Summer Movie Star: Male
Transformers: A bukottak bosszúja – Shia LaBeouf
- Brüno – Sacha Baron Cohen
- Ki nevet a végén? – Adam Sandler
- Közellenségek – Johnny Depp
- Másnaposok – Bradley Cooper
- Nász-ajánlat – Ryan Reynolds

### Choice Movie: Action Adventure
X-Men kezdetek: Farkas
- Halálos iram
- Star Trek
- Elrabolva
- Terminátor: Megváltás

### Choice Movie: Horror/Thriller
Péntek 13
- Pokolba taszítva
- Karantén
- The Haunting of Molly Hartley
- Hívatlan vendég

### Choice Movie Rumble
Alkonyat – Robert Pattinson, Cam Gigandet
Edward Cullen vs James.
- A csajok háborúja – Anne Hathaway, Kate Hudson

Emma vs. Liv.
- Star Trek – Chris Pine, Zachary Quinto

James T. Kirk vs Spock.
- X-Men kezdetek: Farkas – Hugh Jackman, Liev Schreiber

Wolverine & Victor Creed vs Weapon XI.
- Őrült szenvedély – Beyoncé Knowles, Ali Larter

Sharon vs. Lisa.

### Choice Movie: Bromantic Comedy
Marley meg én
- Spancserek
- Ananász expressz
- Role Models
- Trópusi vihar

### Choice Summer Movie: Action Adventure
Harry Potter és a félvér herceg
- Star Trek
- Terminátor: Megváltás
- Transformers: A bukottak bosszúja
- X-Men kezdetek: Farkas

### Choice Movie Liplock
Alkonyat – Kristen Stewart, Robert Pattinson
- High School Musical 3. – Végzősök – Vanessa Hudgens, Zac Efron
- Hannah Montana – A film – Miley Cyrus, Lucas Till
- Marley meg én – Owen Wilson, Clyde

Owen Wilson and "Marley".
- Gettómilliomos – Dev Patel, Freida Pinto

### Choice Movie Villain
Alkonyat – Cam Gigandet
- Éjszaka a múzeumban 2. – Hank Azaria
- Star Trek – Eric Bana
- Másnaposok – Ken Jeong
- X-Men kezdetek: Farkas – Liev Schreiber

### Choice Movie Fresh Face Male
Alkonyat – Taylor Lautner
- Gettómilliomos – Dev Patel
- Star Trek – Chris Pine
- Terminátor: Megváltás – Sam Worthington
- X-Men kezdetek: Farkas – Taylor Kitsch

### Choice Summer Movie: Comedy
Fel!
- Brüno
- Ki nevet a végén?
- Másnaposok
- A kezdet kezdete

### Favorite Webstar
Lucas Cruikshank
"Fred". 

### Choice Movie Hissy Fit
Hannah Montana – A film – Miley Cyrus
- A csajok háborúja – Kate Hudson
- Trópusi vihar – Robert Downey Jr.
- X-Men kezdetek: Farkas – Hugh Jackman
- Az igenember – Jim Carrey

### Choice Movie: Comedy
Éjszaka a múzeumban 2.
- Az elveszettek földje
- A pláza ásza
- Másnaposok
- Az igenember

### Choice Movie: Romance
Alkonyat
- Ausztrália
- Egy boltkóros naplója
- Nem kellesz eléggé
- The Sisterhood of the Traveling Pants 2

### Choice Movie Fresh Face Female
Alkonyat – Ashley Greene
- Hannah Montana – A film – Emily Osment
- Gettómilliomos – Freida Pinto
- Alkonyat – Nikki Reed
- X-Men kezdetek: Farkas – Lynn Collins

### Choice Movie: Drama
Alkonyat
- Angyalok és démonok
- Őrült szenvedély
- Gettómilliomos
- Benjamin Button különös élete

### Choice Hottie - Male
Robert Pattinson

### Choice Summer Movie: Romance
Nász-ajánlat
- Továbbállók
- Spancserek
- Görögbe fogadva
- A csúf igazság

## Televízió

### Choice TV Actor: Drama
Gossip Girl – A pletykafészek – Chace Crawford
- 90210 – Dustin Milligan
- A rejtély – Joshua Jackson
- Gossip Girl – A pletykafészek – Penn Badgley
- The Secret Life of the American Teenager – Ken Baumann

### Choice TV Actor: Action Adventure
Smallville – Tom Welling
- Hősök – Milo Ventimiglia
- Lost – Eltűntek – Matthew Fox
- Lost – Eltűntek – Josh Holloway

### Choice TV Actor: Comedy
Jonas – Kevin Jonas, Nick Jonas, Joe Jonas
- iCarly – Jerry Trainor
- Office – Steve Carell

### Choice TV Actress: Drama
Gossip Girl – A pletykafészek – Leighton Meester
- Gossip Girl – A pletykafészek – Blake Lively
- The Secret Life of the American Teenager – Shailene Woodley

### Choice TV Actress: Action Adventure
Hősök – Hayden Panettiere
- Hősök – Kristen Bell
- Hősök – Ali Larter
- Smallville – Kristin Kreuk
- Terminátor – Sarah Connor krónikái – Summer Glau

### Choice TV Actress: Comedy
Hannah Montana – Miley Cyrus
- iCarly – Miranda Cosgrove
- Office – Jenna Fischer
- Ugly Betty – America Ferrera

### Choice TV Personality
- Topmodell leszek! – Tyra Banks
- American Idol: The Search for a Superstar – Simon Cowell
- E! News Daily, American Idol: The Search for a Superstar – Ryan Seacrest
- Randy Jackson Presents America's Best Dance Crew – Mario López
- Randy Jackson Presents America's Best Dance Crew – Lil Mama

### Choice TV Fab-u-lous
Topmodell leszek! – J. Alexander
- Ugly Betty – Michael Urie

### Choice TV Villain
Gossip Girl – A pletykafészek – Ed Westwick
- Hősök – Zachary Quinto
- Smallville – Michael Rosenbaum
- The Hills – Spencer Pratt
- Ugly Betty – Vanessa Williams

### Choice Summer TV Star: Female
Hercegnővédelmi program – Selena Gomez

### Choice Summer TV Show
Hercegnővédelmi program
- The Secret Life of the American Teenager

### Choice Summer TV Star: Male
The Secret Life of the American Teenager – Daren Kagasoff
- The Secret Life of the American Teenager – Ken Baumann

### Choice TV: Reality
The Hills
- Keeping Up with the Kardashians

### Choice TV Female Reality/Variety Star
The Hills – Lauren Conrad
- Topmodell leszek! – Teyona Anderson
- Dancing with the Stars – Shawn Johnson
- Keeping Up with the Kardashians – Kim Kardashian
- Paris Hilton - Öribari kerestetik – Paris Hilton

### Choice TV Sidekick
Hannah Montana – Emily Osment
- iCarly – Jennette McCurdy
- Smallville – Allison Mack
- Ugly Betty – Michael Urie

### Choice TV Male Reality/Variety Star
American Idol: The Search for a Superstar – Adam Lambert
- American Idol: The Search for a Superstar – Kris Allen

### Choice TV Show: Drama
Gossip Girl – A pletykafészek
- 90210
- The Secret Life of the American Teenager

### Choice TV Breakout Star: Female
Sonny, a sztárjelölt – Demi Lovato
- 90210 – AnnaLynne McCord
- A rejtély – Anna Torv
- Glee - Sztárok leszünk! – Lea Michele
- Jonas – Chelsea Kane

### Choice TV: Breakout Show
Jonas
- 90210
- A rejtély
- Glee - Sztárok leszünk!
- The Secret Life of the American Teenager

### Choice TV Show: Action Adventure
Hősök
- Lost – Eltűntek
- Smallville

### Choice TV Parental Unit
Hannah Montana – Billy Ray Cyrus
- 90210 – Rob Estes, Lori Loughlin
- Gossip Girl – A pletykafészek – Matthew Settle
- The Secret Life of the American Teenager – Molly Ringwald, Mark Derwin
- Ugly Betty – Tony Plana

### Choice TV Show: Comedy
Hannah Montana
- iCarly
- Office
- Ugly Betty

### Choice TV Breakout Star: Male
Jonas – Frankie Jonas
- 90210 – Tristan Wilds
- Glee - Sztárok leszünk! – Cory Monteith
- The Secret Life of the American Teenager – Daren Kagasoff

### Choice TV: Reality Competition
American Idol: The Search for a Superstar
- Topmodell leszek!
- Dancing with the Stars
- Randy Jackson Presents America's Best Dance Crew

### Ultimate Choice Award
Britney Spears